# Bidì (grano)
Il grano bidì o Cappelli o Margherito o Marrone o Mahmoudi (T. durum Desf. var. leucomelan (Alef.) Koern.) è una varietà storica di grano duro siciliano antico insieme al Capeiti, questa varietà si è ben ambientata in Sicilia con la probabile origine da una varietà tunisina detta Jean Rathiafh.
La varietà con le spighe tipiche è stata trovata in diverse località sulle Caronie, presso Noto, Randazzo, tra Cesarò e Troina, presso Valguarnera, tra Santa Caterina e Villarosa. Forme a spiga intermedie tra Bidì e Garigliano sono state rinvenute sui Peloritani, vicino a San Giorgio e Bronte ai piedi del vulcano Etna. In alcune vallate vicine a Castelnuovo e Mussomeli, la coltivazione del bidì è molto uniforme.

## Caratteristiche
È una varietà di frumento che fa parte del gruppo dei tetraploidi (possiede 28 cromosomi), fa parte del gruppo dei grani mediterraneum typicum.
Perrino dell'Istituto del Germoplasma - CNR, di Bari, nel 1983 lo descrive così:

«la spiga ha una media lunghezza (8 cm) oblunga.
Il glume è due volte più lungo che largo, giallastro con sfumature nere e/o nere striature, chiglia liscia e leggermente ricurva, becco alquanto ricurvo con una linea nera e lunga da 1 a 2 mm, spalla rialzata predomina ed è prevalentemente di media larghezza.
La cariosside è lunga da 7,5-8,5 mm di lunghezza, ambra o rosso, raramente ellittico traslucido con la sezione trasversale ovale, triangolare o a cuore, profilo dorsale solco normale, talvolta parzialmente gibboso e raramente gibboso da stretto a medio, di media profondità e con bordi arrotondati, tessitura vitrea, pennello corto sottile e poco esteso, scutello ovoidale e lungo.»
È adatto per impasti diretti e ben idratati (55-70%), adatto alla panificazione e per i prodotti da forno salati e dolci.
La varietà secondo Emanuele de Cillis è stata la varietà da cui è stato selezionato il grano Senatore Cappelli; è stata ottenuta per selezione genealogica della popolazione nord-africana “Jenah Rhetifah” o come ritiene il De Cillis, dal Bidi tunisino. Per decenni è stata la coltivazione più diffusa, fino al diffondersi delle varietà più produttive. Essa ha una produttività molto elevata (15+18 q.li x ha).
È una varietà di grano duro che il Ministero dell'agricoltura, della sovranità alimentare e delle foreste, ha iscritto nel Registro nazionale delle varietà da conservazione di specie agrarie e delle specie ortive, con 4 decreti legislativi del 31/03/2018, del 12/01/2019, del 29/10/2020 e del 15/02/2022.